# Archivo General de la Marina Álvaro de Bazán
El Archivo General de la Marina Española «Don Álvaro de Bazán» es un archivo español cuyos fondos custodiados corresponden a documentación de la Armada Española, y su sede se encuentra en el Palacio del Marqués de Santa Cruz, en la localidad de Viso del Marqués (Ciudad Real) España. Es un archivo de titularidad estatal, gestionado por el Ministerio de Defensa.

## Archivo
Por lo que respecta a la época de sus fondos, el Archivo contiene documentos relativos a la Armada española, con documentos mayoritariamente comprendidos entre el siglo XVIII y el siglo XX, aunque se pueden encontrar algunos anteriores a 1784.
En lo relativo a la tipología de la documentación conservada en el Archivo, se guardan en el mismo documentos de la Armada referentes a personal, expediciones, buques, arsenales, fábricas, academias, corso y presas, mercantes, correos, submarinos, Estado Mayor, organismos superiores de la Armada, artillería, aeronáutica y, finalmente, capitanías, matrículas y pesca.
El palacio de los marqueses de Santa Cruz, la sede del Archivo, se alquila a la Armada Española desde el 4 de febrero de 1949 por parte de sus propietarios, los marqueses de Santa Cruz, por un precio simbólico, consistente en un billete de una peseta de esa época al año.
En 1985 se publicó una Guía documental del Archivo. Además, los legajos de todas las secciones del fondo del antiguo Ministerio de Marina están a disposición para ser consultados por los investigadores.
El Archivo General de la Marina es de titularidad estatal y nacional; gestionado por el Ministerio de Defensa, integrado en el subsistema archivístico de la Armada, de acuerdo con el Reglamento de Archivos Militares aprobado por Real Decreto 2598/1998.

### Fondo documental
Principales
- De la Secretaría de Estado y del Despacho de Marina.
- Del Ministerio de Marina.
- De los Departamentos Marítimos y Apostaderos.
- De Juzgados Marítimos Permanentes.

Secciones
- Personal
- Expediciones
- Buques de la Armada
- Guardacostas

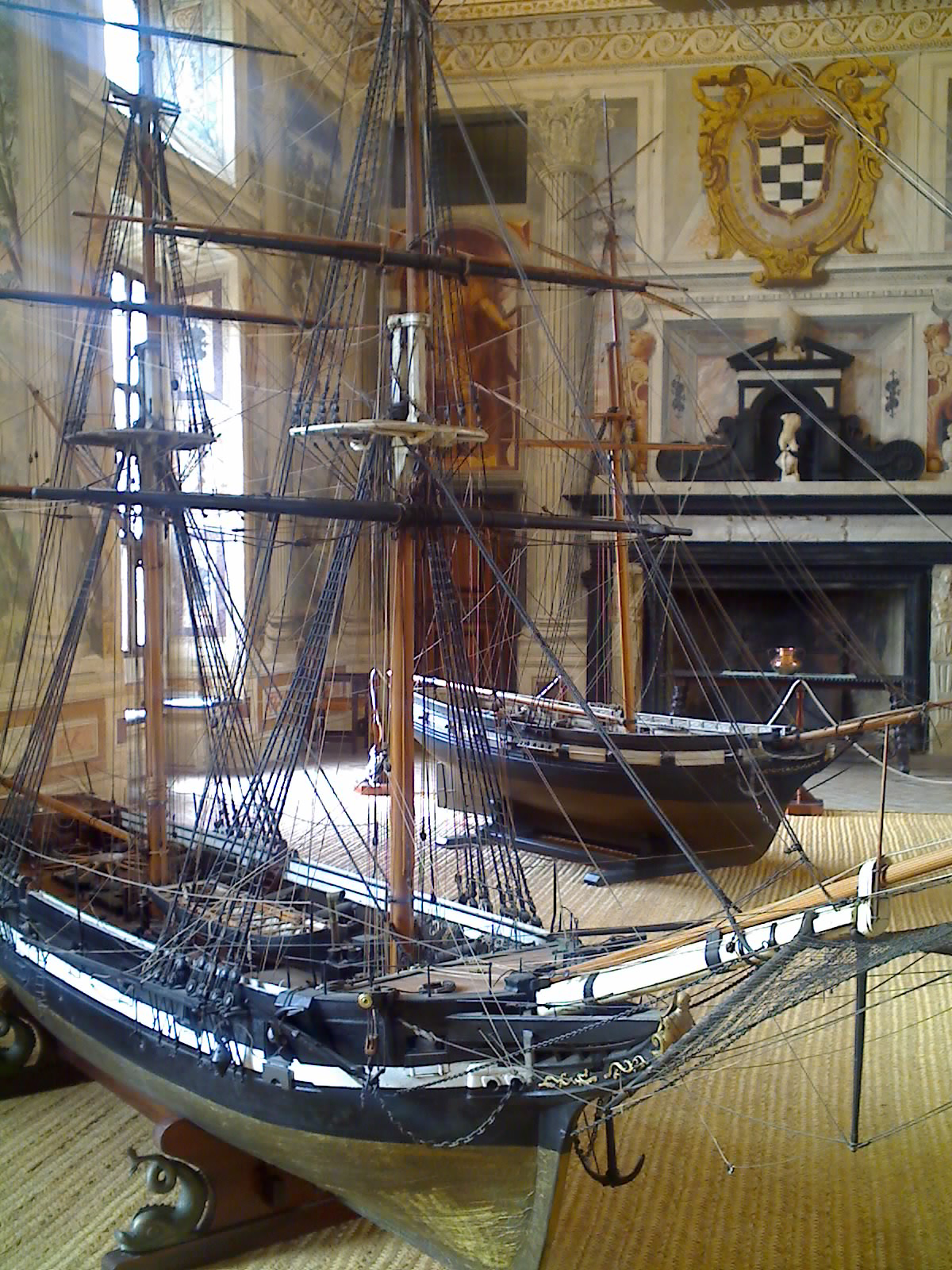
Maquetas de buques armados.

- Secretaría y Organismos Superiores de la Armada
- Arsenales
- Fábricas de La Cavada y Liérganes
- Escuelas y Academias
- Depósito Hidrográfico
- Observatorio Astronómico
- Semáforos
- Corso y Persas
- Matrículas y Pesca
- Navegación Mercantil
- Correos Marítimos
- Comisiones de Marina
- Artillería Material
- Torpedos y Defensas Submarinas. Bases Navales
- Administración Económica de la Armada
- Estado Mayor Central
- Estadística
- Consejo de Premios, Redenciones y Enganches
- Instituciones Benéficas
- Indiferente de Marina
- Archivo Histórico
- Cruces y Recompensas
- Comandancias Militares
- Capitanías de Puerto
- Aeronáutica Naval
- Reales Órdenes
- Pensiones
- Presidios
- Juzgados de Marina.

Series y unidades
- Expedientes de recompensas.

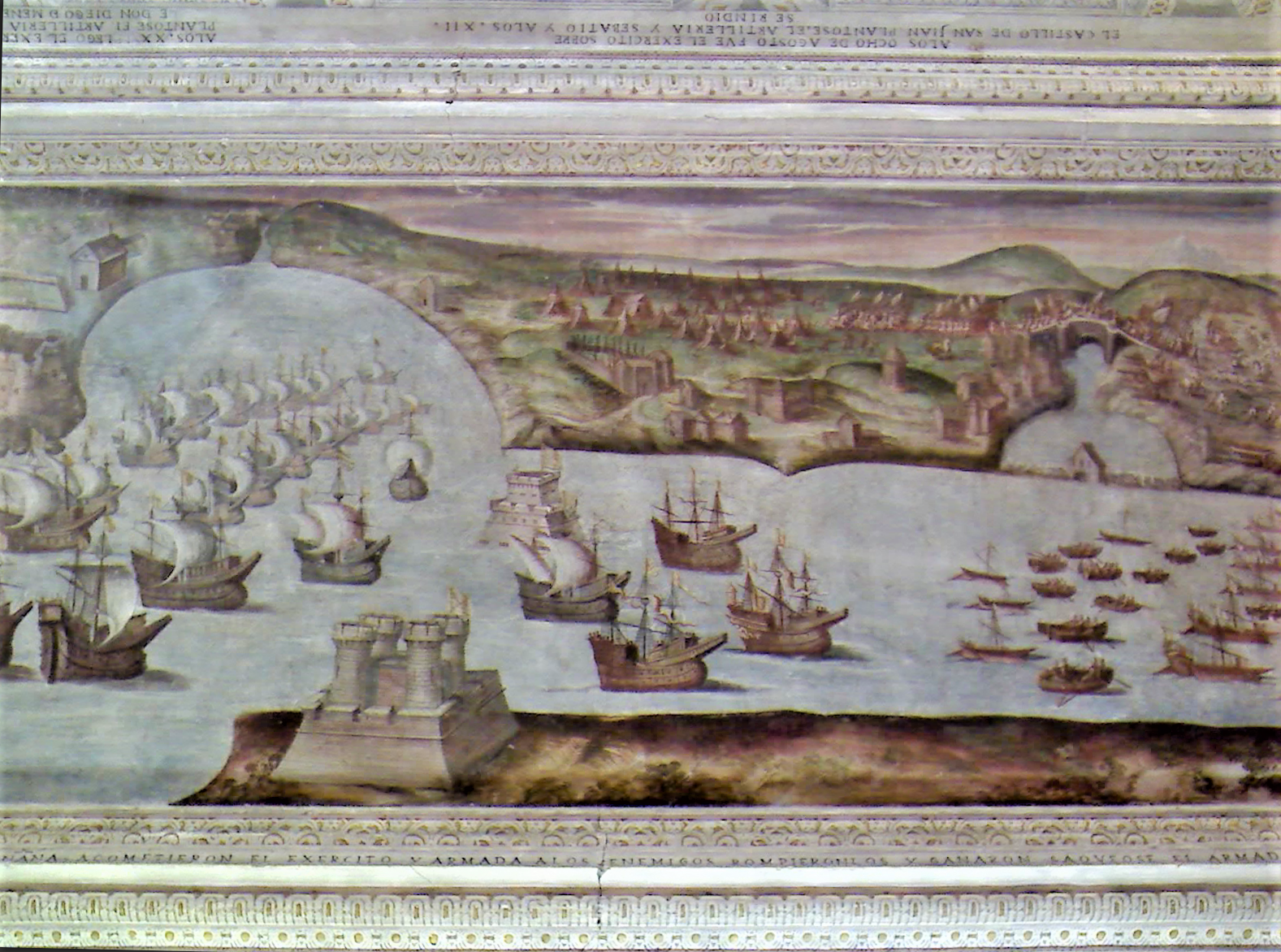
Batalla naval por la conquista del Castillo de San Juan.

- Estados de la vida de buques armados.
- Estados de la vida de buques desarmados y material flotante.
- Estados generales de buques.
- Estados generales de fuerzas navales.
- Estados de fuerza y vida de buques.
- Estados de movimientos de buques.
- Estados de ejercicios de tiro de buques (apostaderos marítimos).
- Estados de ejercicios de tiro de buques (departamentos marítimos).
- Estados de artillería de buques.
- Estados de servicios ordinarios y extraordinarios prestados por los buques.
- Expedientes sobre el estado de la insurrección en las Antillas (Guerra de los Diez Años).
- Noticias recogidas diariamente por los servicios de Información sobre movimientos de fuerzas enemigas.
- Expedientes de traslado de deportados políticos.
- Expedientes de aprobación de adquisición de material.
- Expedientes de adquisición de material.
- Expedientes de adquisición de buques.
- Expedientes de remisión de documentación.
- Expedientes de información sobre construcción de buques.
- Expedientes sobre examen de proyectos de ingeniería naval.
- Expedientes de pruebas de buques.
- Expedientes de proyectos de leyes de fuerzas navales.
- Expedientes de asignación de nombres y señales distintivas a buques.
- Expedientes de información sobre fuerzas navales extranjeras.
- Relaciones de personal militar: dotaciones de Buques, Escuadras y Cuerpos de Oficiales, Suboficiales, Marinería y Tropa, Batallones y Brigadas.
- Relaciones de personal militar: muertos y supervivientes de campaña (heridos, prisioneros, desaparecidos, distinguidos y repatriados).
- Libros registro de correspondencia del Ministerio de Marina.
- Tratados de Paz.
- Correspondencia.

## Edificio

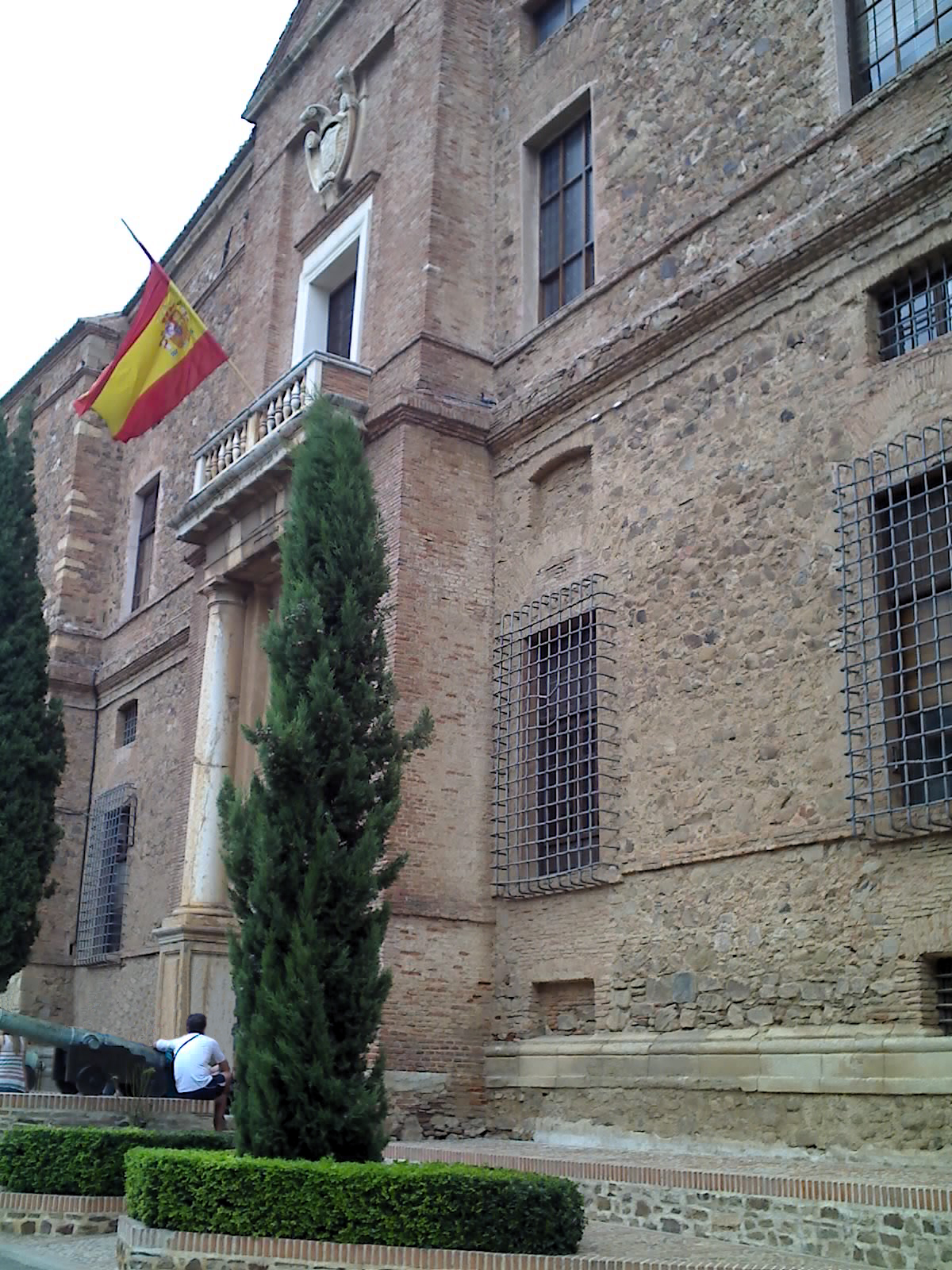
Detalle de la fachada principal del palacio.

Álvaro de Bazán, primer marqués de Santa Cruz, caballero de la Orden de Santiago, capitán del Mar Océano y almirante de la Marina, mandó construir a fines del siglo XVI dos palacios: uno en la Plaza Mayor de Valdepeñas, que no se conserva, y otro al lado de la iglesia parroquial del Viso del Marqués, que sí se conserva y es utilizado actualmente como Archivo de la Marina Española. El marqués lo frecuentaba bastante al estar a mitad de camino entre la Corte en Madrid y el puerto de Sevilla, al que como marino tenía que acudir frecuentemente. También se halla en el Viso su tumba, en la cual está enterrado junto con su esposa.
El palacio, construido entre 1564 y 1586 con modificaciones posteriores, es un edificio de planta cuadrada y estilo renacentista articulado en torno a un atrio renacentista con una tumba yacente. Para algunos, el diseño del edificio se debió al italiano Giovanni Battista Castello, conocido como «el Bergamasco», que más tarde trabajó en El Escorial; para otros lo trazó, al menos en su plan original, Enrique Egas, el Mozo.
El palacio estuvo a punto de ser destruido por las tropas austracistas de Edward Hamilton durante la Guerra de Sucesión Española a principios del siglo XVIII, salvándose por la actuación del capellán del marqués (Carlos de Praves). Sufrió algunos daños a causa del terremoto de Lisboa en 1755: hundió el techo del salón de honor, donde se había pintado el gran fresco que representaba la batalla de Lepanto, y desmochó las cuatro torres de las esquinas. En él podemos encontrar objetos marineros de la época. Llama la atención un mascarón de proa perteneciente a una nave que dirigió el marqués. Durante la Guerra de la Independencia, los franceses lo arrasaron, y para cuando llegó la Guerra Civil había servido de granero, colegio, establo, cárcel y hospital... Hasta que en 1948, los descendientes de Álvaro de Bazán se lo ofrecieron a la Armada como museo-archivo.
La arquitectura se percibe como típica española, sin las arquerías italianas, con paramentos lisos y torres cuadradas en las esquinas, dentro de las relaciones armónicas características del Renacimiento. El espacio central está ocupado por un patio porticado, que junto con la escalera forma un conjunto típicamente manierista, entendido como estilo elegante y cortesano que desborda el marco meramente arquitectónico.
Las paredes están decoradas con 8.000 metros cuadrados de frescos manieristas elaborados por Giovanni Battista Perolli con ayuda de Esteban Perolli y César de Bellis. Todos trabajaron para crear un espacio erigido a la mayor gloria de su dueño: por un lado, había que exaltar sus virtudes militares, y por el otro, enaltecer su linaje. Para lo primero, se pintaron en las paredes, las bóvedas y los techos del palacio vistas de ciudades y de puertos, así como los baluartes y las batallas en los que había conquistado su inmenso prestigio. A ambos lados de la escalera se ubicaron dos estatuas en las que aparecía representado como Neptuno (dios de los mares, con su tridente) y como Marte (dios de la guerra), y sobre las puertas del piso superior se colocaron los fanales de popa de las naves capitanas vencidas en las batallas, que eran los trofeos de los marinos. Para elogiar su linaje, y siguiendo la misma tradición renacentista de representar a hombres como dioses o semidioses de la antigüedad, se pintó a los antepasados del marqués y a sus esposas (tuvo dos) e hijos.
Estos dos grupos de representaciones se aderezaron con trampantojos, pinturas que simulaban puertas, columnas y otros elementos decorativos y arquitectónicos. Y también con motivos grutescos que incluían animales mitológicos, sabandijas y follajes. Conforme a una temática muy variada que se puede interpretar como defensa del catolicismo defendido en Trento.
Las estatuas sepulcrales de Don Álvaro de Bazán y su esposa Doña María de Figueroa son el único ejemplo de escultura funeraria perteneciente al primer tercio del siglo XVII. Fueron esculpidas por Antonio de Rivera para el Convento de la Concepción del Viso del Marqués, y actualmente se encuentran empotradas en el muro del Palacio que da al jardín. En ellas, aparecen los marqueses en actitud orante, arrodillados en un reclinatorio, todo ello en mármol blanco que resalta con el gris azulado de los nichos.
El palacio fue declarado Monumento Nacional en 1931.